# 자연재해

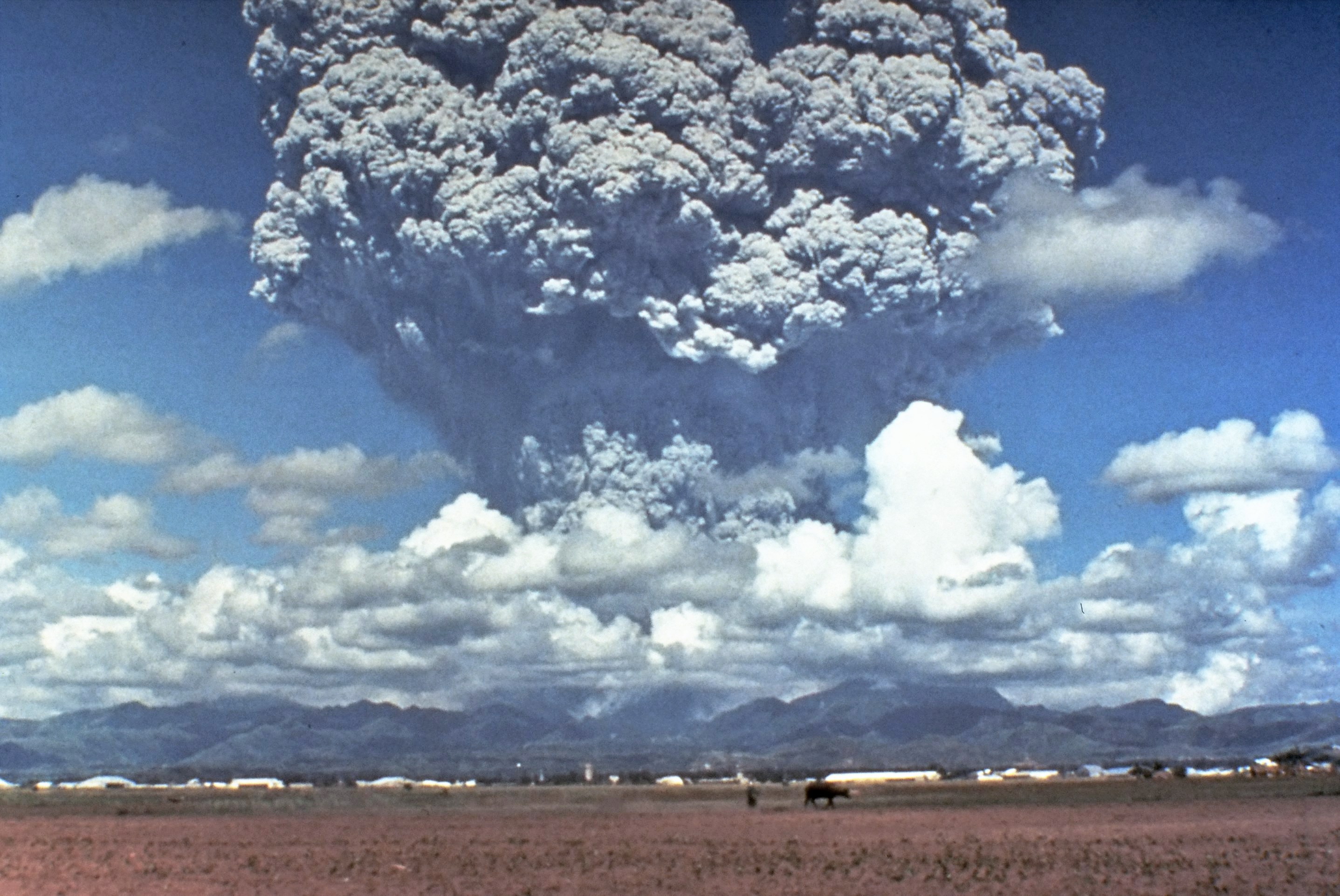
1991년에 피나투보 화산이 분화하는 모습.

자연재해(自然災害, 영어: natural disaster) 또는 천재지변(天災地變)은 폭풍, 홍수, 해일, 지진, 산사태 등 자연 현상으로 인해 발생하는 재난이다. 사망을 포함한 인명피해 및 재산손실이 발생하며, 시설물의 피해가 발생하여 사람의 활동에 장기간 영향을 주기도 한다.
자연재해로부터 받는 피해를 줄이기 위해, 재해가 발생할 시기와 장소를 예측하고 예방하는 기술이 발전해왔다. 이러한 첨단 기술은 사회의 인프라 중 하나로 여겨지며, 정부의 투자를 필요로 한다. 자연재해로 인해 발생하는 피해 규모는 해당 지역의 소득 수준에 영향을 받는다는 분석이 있다.

## 개요
재해에는 철도재해·자동차 사고와 같은 것도 포함되어 있으므로 모두가 자연재해(일명 천재)라고는 할 수 없으나, 자연재해는 전(全)재해의 약 2할 정도라고 보면 타당하다. 이 자연재해 중 풍수해(風水害)가 가장 많아 약 4할을 상회하고, 다음이 지진으로 인한 재해가 약 3할 정도이다. 그 밖의 재해로서는 미국의 토네이도(tornado), 블리자드(blizzard)라고 불리는 대선풍과 폭풍설(暴風雪) 등이 있는데, 이들을 집계하면 자연재해의 약 3할이 지진 등으로 인한 지표현상이고 약 6할이 기상 때문이다. 재해는 인구밀도와 관련하여 인간의 거주조건에 따라 크게 변할 수 있다. 국토의 면적을 그 국가의 재해 수로 나눈 값으로 천재지변국의 우선순위를 정한 세계의 재해 통계를 보면, 제1위가 포르투갈, 제2위 쿠바, 제3위 일본의 순으로 되어 있고, 한국도 매년 기상 재해로 입는 피해가 증가하고 있는 실정이다. 1972년 여름의 경우도 예년에 유례 없는 풍수해가 있었다.

## 원인
매년 연중행사처럼 일어나고 있는 기상재해의 원인별 분석을 보면 호우 및 태풍에 의한 것이 대부분이고, 다음으로 뇌우·저기압 등으로 되어 있다.  기상재해라 하면 풍해·건풍해(乾風害)·수해(水害)·뇌재(雷災)·설해(雪害)·가뭄·고조해(高潮害)·냉해(冷害)·서리해(凍害)·한해(寒害)·더위·안개해 등이 있다. 그 밖에 인위적인 원인과 복합된 화재·스모그(smog)·방사능 등에 의한 재해를 덧붙이면 그 종류는 더욱 많아지지만 재해를 생각할 때 가장 중요한 것은, 재해는 악조건이 중첩되어 일어나는 것으로서 어느 한 원인 또는 한 조건만으로 그 실태(實態)를 설명하는 것은 어렵다는 것이다. 풍해라고 하더라도 그것이 기상학적 원인에 의하여 일어난다고만 볼 수는 없다. 어떤 집은 아무런 피해도 입지 않았음에 비해 어떤 집은 바람에 의하여 붕괴되었다면, 그것은 그 집의 구조가 보통의 집에 비해 약하여 붕괴된 것이라는 사회적(인위적) 조건을 고려치 않고 생각할 수는 없다. 따라서 천재(天災)냐 인재(人災)냐 하는 문제를 형식적으로 아무리 논의하여도 재해의 실체가 명백해지지는 않는다.

## 종류

### 지질학적 재해
- 눈사태
- 산사태
- 싱크홀
- 지진
- 화산

### 수해
- 세이시(정진동)(영문)
- 조류 증식
- 녹조
- 적조
- 해일
- 얼음 해일(영문)
- 지진 해일(쓰나미)
- 폭풍 해일(고조)
- 이안류
- 홍수

### 기상재해
- 가뭄
- 낙뢰
- 모래폭풍
- 캄신(사하라더스트)(sahara dust)
- 황사
- 열대 저기압
- 사이클론
- 태풍
- 허리케인
- 우박
- 블리자드
- 팜페로
- 토네이도
- 폭설
- 폭염
- 폭우
- 폭풍
- 한파
- 빙하기

### 화재
- 자연적인 산불

### 우주
- 감마선 폭발
- 근지구 초신성
- 지자기 폭풍
- 태양 플레어
- 코로나 질량 방출
- 천체 충돌

## 영향
자연재해의 영향으로 생기는 현상
- 고아
- 생태계 교란
- 절멸
- 대량절멸
- 실종
- 미아
- 인명 피해
- 질병
- 기근
- 영양실조
- 기아
- 전염
- 방사능
- 감마선
- 시설물피해
- 화재
- 실향민
- 난민
- 이상기후
- 대기 오염
- 에어로졸
- 스모그
- 연기
- 해무
- 오존층 파괴
- 사막화
- 산성비
- 소빙기
- 재산손실
- 종말
- 집단공황
- 크레이터
- 충돌구
- 분화구
- 칼데라
- 통신교란
- 고리 전류

## 영화
- 재난 영화
  - 해운대
  - 투모로우
  - 2012
  - 일본침몰
  - 대지진
  - 그레이트 볼카노
  - 더 임파서블
  - 연가시
  - 너의이름은
  - 날씨의아이
  - 스즈메의 문단속

## 같이 보기
- 민방위
- 기후위기
- 세계재앙위험